# Права ЛГБТ в Ливии
Лесбиянки, геи, бисексуалы и транссексуалы (ЛГБТ), живущие в Ливии, сталкиваются с юридическими проблемами, с которыми не сталкиваются лица, не являющиеся ЛГБТ. Однополые отношения в Ливии легальны с июля 2022 года. Представители ЛГБТ также сталкиваются с социальной стигматизацией среди широких слоев населения. С момента падения режима Муаммара Каддафи в 2011 году статус гомосексуализма в Ливии остаётся неизменным.
По состоянию на 2019 год в Ливии есть одна ЛГБТ-организация под названием «Кун Ливия». На сегодняшний день ЛГБТ-сообщество Ливии остаётся под давлением и является закрытым из-за гражданской войны.

## Законность однополой сексуальной активности

### Уголовное законодательство
Уголовный кодекс страны запрещает любую сексуальную активность вне законного брака. В соответствии со статьёй 410 Уголовного кодекса Ливии частные гомосексуальные акты между совершеннолетними по обоюдному согласию являются незаконными.
В 1990-х годах Всеобщий народный конгресс начал утверждать «очищающие» законы, которые призваны навязать населению суровый взгляд на исламское право. Ливийским судам было предоставлено право применять ампутацию, порку и другие наказания в отношении лиц, признанных нарушающими традиционную исламскую мораль.
В 2010 году блог Gay Middle East сообщил, что двое взрослых мужчин были обвинены в «непристойных действиях» — в переодевании и гомосексуальном поведении.
Женская гомосексуальность также считается незаконной, как и любое публичное признание в негетеросексальной ориентации. В 2010 году во французском деле о предоставлении убежища участвовала ливийская девушка, которая попросила убежища после того, как её посадили в тюрьму, изнасиловали, а затем вернули в семью для принудительного брака после того, как она сделала публичное заявление в Интернете о том, что она лесбиянка. Казни линчевателей вместо уголовного кодекса более распространены на территориях, контролируемых ИГИЛ.
Формально уголовный кодекс всё еще действует, хотя большая часть Ливии управляется конкурирующими ополченцами, которые могут казнить людей, причастных к ЛГБТ. Известно, что ИГИЛ в Ливии публично казнило мужчин за гомосексуализм.
Переходная Конституция предусматривает, что ислам является официальной религией и источником права. Она также обязывает уважать право народа на частную жизнь.

### Правительство Каддафи
Правительство Каддафи не разрешало публичную защиту прав ЛГБТ. Когда об этой теме идёт речь, она всегда обсуждается в негативном ключе, в соответствии с традиционной исламской моралью.
В 2003 году Каддафи заявил, что, по его мнению, «невозможно» заразиться СПИДом–ВИЧ через незащищённый гетеросексуальный вагинальный секс.

### Переходное правительство
После устранения Каддафи Переходное правительство продолжало выступать против прав ЛГБТ. В феврале 2012 года один ливийский делегат вызвал возмущение после того, как он заявил группе ООН по правам человека, что гомосексуалисты угрожают будущему человеческой расы.

## Сводная таблица
| Декриминализация однополых отношений                     | Нет |
| Депатологизация гомосексуальности                        | Нет |
| Право МСМ быть донорами крови                            | Нет |
| Антидискриминационные законы                             | Нет |
| Права на жизнь и безопасность                            | Нет |
| Право на достоинство личности                            | Нет |
| Право на неприкосновенность частной жизни                | Нет |
| Право на справедливое судебное разбирательство           | Нет |
| Право на свободу выражения мнения                        | Нет |
| Право на ассоциации и объединения                        | Нет |
| Право на мирные собрания                                 | Нет |
| Право на медицинское обслуживание                        | Нет |
| Право на образование                                     | Нет |
| Право на труд                                            | Нет |
| Однополые браки                                          | Нет |
| Однополые партнёрства                                    | Нет |
| Право на усыновление детей однополыми семьями            | Нет |
| Право на усыновление ребёнка партнёра в однополых семьях | Нет |
| Право на изменение гражданского пола                     | Нет |